# Schönemark
Schönemark is een plaats in de Duitse gemeente Detmold, deelstaat Noordrijn-Westfalen, en telt 229 inwoners (2006).